# Aalmutter

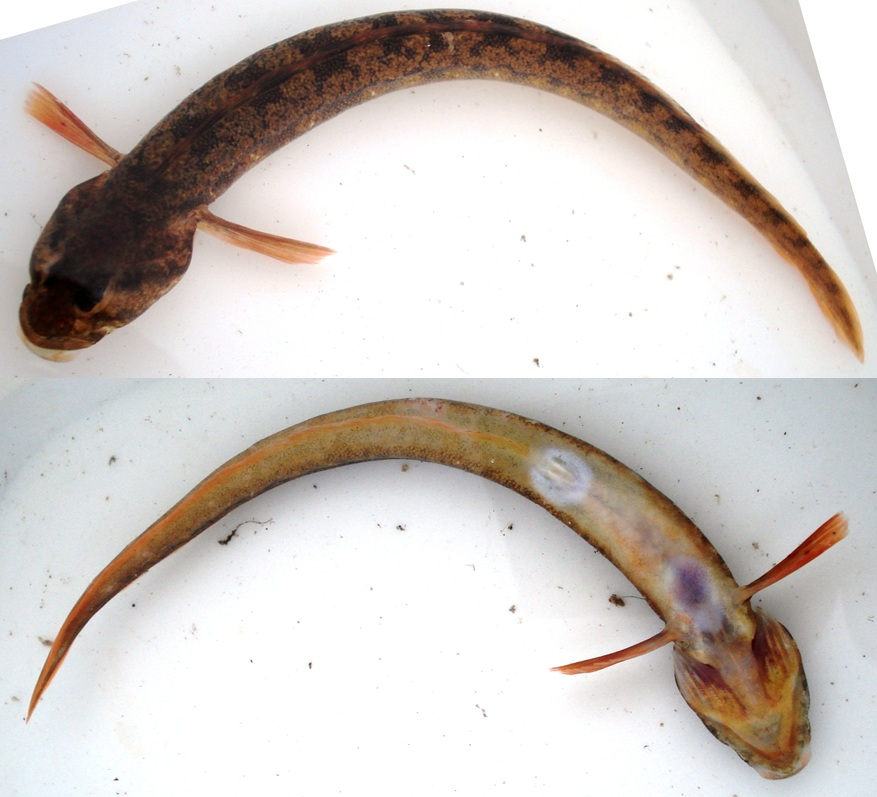
Aalmutter (Jungtier (†))

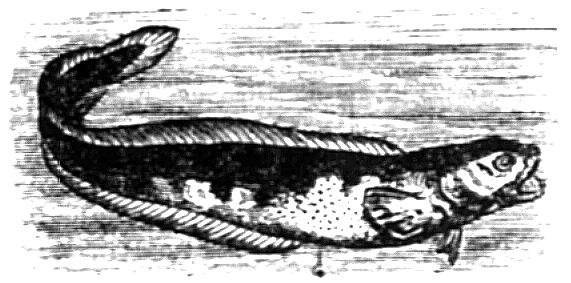
Männchen

Die Aalmutter (Zoarces viviparus) ist ein kleiner Fisch der nordostatlantischen Küsten (in den nördlichen Ausläufern des Golfstroms, zwischen 49° und 72°N; bei Temperaturen von 3 bis 15 °C). Auffallend ist er unter anderem dadurch, dass er keine Eier legt, sondern nach innerer Befruchtung entwickelte Junge zur Welt bringt.

## Merkmale
Der aalähnliche Grundfisch (ohne Schwimmblase) wird maximal (heute selten) 52 cm lang, 510 g schwer und 10 Jahre alt. Heutzutage findet man kaum noch Exemplare mit mehr als 35 cm. Männchen und Weibchen unterscheiden sich wenig; beide haben zwecks der Befruchtung eine Genitalpapille. Trächtige Fische sind natürlich voluminöser als Männchen.
Die Haut ist von dickem Schleim bedeckt, die sehr kleinen Schuppen sind nicht leicht zu erblicken. Die Färbung ist individuell sehr unterschiedlich, stets aber tarnend, mit Reihen dunkler wolkiger oder auch ringförmiger Flecken – meist (oliv)braun, mit gelblicher Unterseite. Der Unterkiefer ist oft heller als die anderen Kopfpartien. Rücken-, Schwanz- und Afterflosse sind – ähnlich wie beim Aal – zu einem Saum zusammengeflossen, dessen Strahlenanteile man etwa so angeben kann: 140 + 10 + 100. Eine Einkerbung vor dem Übergang des Rücken- in den Schwanzflossen-Teil ist meist deutlich (gestützt von einigen kurzen, härteren Strahlen – die übrigen sind recht weich). Die Bauchflossen stehen weit vorne (jugular, d. h. an der „Kehle“), sind aber schmal – sie sehen aus, als wären sie in Rückbildung (V 3). Groß hingegen sind die rundlichen Brustflossen (P 19-21).- Zoarces C. 1829 hat 101-126 (meist 108-118) Wirbel, sechs Branchiostegalradien, keine Pylorusschläuche (MacKay 1929) und (haploid) 24 oder 26 Chromosomen. Infolge der geringen Vagilität lassen sich etliche Populationen („Rassen“) unterscheiden.
Der englische Name eel-pout könnte „Aal-Schmollmund“ bedeuten (was etymologisch aber nicht gesichert ist; s. u.): to pout bedeutet „die Lippen schürzen, vorstrecken“. In der Tat sieht man manchmal Aalmuttern, deren Oberkiefer spitz vorragt (Fische haben nie Lippen, nur – wie etwa hier – vor den Zähnen verdickte Kieferränder) – auch wenn das Maul dabei kaum geöffnet sein muss. Das Maul, sonst endständig, wird dabei unterständig. Durch die helle Färbung der Hautfalte, die das Vorschieben ermöglicht, fällt dieses „(beleidigte) Lippenschürzen“ besonders auf. Wie es aber funktionell-anatomisch geschieht, scheint noch nicht untersucht zu sein. (Vgl. auch Zoarces americanus!) Es gewährt einen Vorteil beim Aufschnappen kleinen Getiers vom Sediment. Der vordere Teil der Kieferränder wird von je einer Reihe kräftiger, nicht ganz spitzer Zähne eingenommen, seitlich folgen kleinere, spitze. Die Kiemenöffnungen reichen weit nach vorne. Die Aalmutter hat jederseits nur ein Nasenloch. Die halbkugelig vorragenden Augen sind relativ klein, deutlich kleiner als die Augenhöhlen.
Eine weitere Besonderheit der Aalmutter sind ihre nach dem Kochen grünen Knochen. Das hat zu Abscheu wegen vermuteter Giftigkeit geführt, sodass der Fisch bei Einheimischen zumindest als nicht wohlschmeckend und unbrauchbar galt. Dachte man früher, dass die innere Färbung des „Grünknochens“ auf Vivianit, ungiftigem Eisen(II)-phosphat, beruht, so weiß man heute, dass sich die Färbung durch Biliverdin ergibt.
Solche „Grünknochen“ gibt es auch z. B. unter den Hornhechten.

## Ökologie
Der Fisch lebt recht versteckt (z. B. unter Muschelschalen) an felsigen, steinigen oder tang- und seegrasbewachsenen Küsten von der Gezeitenzone (Fluttümpel) bis in 20 (maximal 40) m Tiefe. Ob er sich auch in Sand oder Kies eingräbt, wie mitunter behauptet, erscheint noch zweifelhaft. Er überlebt mehrstündiges Trockenfallen, indem er mit den Kiemen Luft atmet; er kann relativ sauerstoffarmes Wasser ausnützen und bei Sauerstoffschwund (durch Eutrophikation und Erwärmung) noch flüchten, wenn andere Biotopbewohner schon ersticken. Zum Schutz bei Kaltwassereinbrüchen verfügt er über Gefrierschutzproteine im Blutplasma (die sogar für die Lebensmittelindustrie von Interesse sind, da sie das Eiskristallwachstum nicht unterdrücken, aber deutlich hemmen).
Die Verschmutzung von Nord- und Ostsee führt zu zahlreichen Entwicklungsstörungen (z. B. Steigen der Zahl der Männchen); im Müll am Meeresgrund finden Aalmuttern aber auch sehr zusagende Verstecke, z. B. in Dosen und Flaschen. Daher macht und hat der Fisch in Meeresaquarien kaum Probleme und wird überdies vielfach im Umweltmonitoring eingesetzt (z. B. in Holland).
Die Nahrung besteht aus allem greifbaren Epibenthos (auch hartschaligem wie Mytilus; oft mit viel Pflanzenmaterial aufgenommen) und aufspürbaren Sedimentbewohnern (z. B. auch Chironomidae-Larven). Die Aalmuttern wieder stell(t)en schon wegen ihrer Häufigkeit wichtige Glieder des trophischen Netzwerks für größere Fische (Dorsch!), Seevögel (Scharben, Gryllteisten) und Robben sowie Otter und Tümmler dar. Nachdem nun die Ungiftigkeit der „Grünknochen“ feststeht, werden sie recht gerne beangelt; die Fischereiindustrie kann sie zu Pellets u. ä. verarbeiten. Im Unterschied etwa zu Callionymus lyra überlebt Zoarces Sortierung und Zurücksetzen ins Meer (als „unerwünschter Beifang“) meist recht gut, mit einer Mortilität von etwa 10 %.

## Fortpflanzung
Die Aalmutter (mancherorts auch „Aalmöwe“ genannt) ist von den in Europa schon lange geläufigen Knochenfischen der einzige „lebendgebärende“ (Sebastes viviparus wurde erst viel später bekannt).- Auch in der Gattung Zoarces ist Z. viviparus in dieser Weise einzigartig (die anderen Arten bewachen immerhin ihren Laich, auch zu zweit). Bei den Teleostei ist „Entwicklung im Mutterleib“ etwas sehr Seltenes (zumal im Meer – obwohl ein Grund hierfür nicht ohne Weiteres ersichtlich ist).
Geschlechtsreif werden die Aalmuttern meist im 2. Jahr mit etwa 15–18 cm Länge. Gewöhnlich beginnt die Begattungszeit etwa Mitte August und hält auch noch im September an. Das (oft kleinere) Männchen umschlingt ein Weibchen, presst seine Genitalpapille auf „ihre“ und gibt seine Milch ab. Im (unpaaren!) Ovar hängen die reifen Eier gestielt in dessen Lumen, das „faltig“ angelegt ist. Bis zum Schlüpfen vergehen etwa 2 bis 3 Wochen. Die Larven bleiben nun aber an den Ovarialfalten hängen, zehren ihren Dottersack (in ca. vier Wochen) auf und ernähren sich weiter über eine knäuelartige Struktur, die in Hüllen (Follikeln) entsteht und durch die die Mutter die Embryonen, die daran „saugen“, mit einer eiweiß- und sauerstoffhaltigen Flüssigkeit versorgt; die Atmung geschieht z. T. mit den Kiemen. Die transparenten Jungfische werden frühestens im November, meist aber erst im Frühjahr – einer nach dem anderen (mitunter in zwei, drei Tranchen) – abgesetzt; ihre Größe beträgt dann, auch abhängig von der Größe des Mutterfisches und der Dauer der „Schwangerschaft“, 2,5 bis 5 cm. Sie gleichen schon sehr den Eltern, verhalten sich aber träge – vielleicht um dem Kannibalismus (Pädophagie) zu entgehen. Brehm schreibt ja sogar, dass Artgenossen sich an eine Gebärende herandrängen, um sie zu unterstützen – und dann gleich den Nachwuchs zu fressen. In neuerer Literatur finden sich solche Angaben aber nicht mehr – vielmehr dürfte zur Zeit der „Schwangerschaft“ Fresshemmung bestehen. Die Zahl der Nachkommen beträgt pro Weibchen und Saison 10 bis über 100, bei den größten über 400.

## Verbreitung
Zoarces viviparus kommt an den Küsten folgender topographischer Begriffe vor: Ärmelkanal, Nordsee, Großbritannien und Irland, Orkney- und Shetlandinseln, Färöer, Nordnorwegen, Halbinsel Kola, Weißes Meer, Ostsee (außer den meerfernsten Teilen des Bottnischen und Finnischen Busens) – also auch in Brackwasser (wie Flussmündungen, in die der Fisch gelegentlich tiefer eindringt). Island hat er nicht erreicht. Infolge der Klimaerwärmung zieht er sich aus dem Kanal und dem Wattenmeer schon deutlich nordwärts zurück.

## Verwandtschaft
Solange man keine Ahnung hatte, wo die Glasaale herkämen (weil man nie geschlechtsreife Aale fand), mochte dieser „Abstammung“ von der „Aalmutter“ eine gewisse Plausibilität zukommen, schon wegen des Flossensaumes – aalähnliche Fische entstanden in der Evolution in sehr vielen Taxa, auch bei Acanthopterygii. Die Briten wiesen immerhin mit eel-pout (vielleicht) auf einen merkwürdigen Unterschied hin, denn dieser Name könnte auch „Aal-Dickkopf“ bedeuten – zum Unterschied vom spitzeren Kopf der echten Aale.
Später wurden die Zoarcidae dann eifrig hin- und hergeschoben – ein Zustand, der noch anhält. Zunächst galten sie als „Schleimfische“ (Blennioidei) oder „Grundeln“. Dann entdeckte Wilhelm Lubosch (1929) in ihrer Kaumuskulatur eine Portion, wie man sie damals nur von Dorschen kannte, und nun wurden sie, auch wegen einiger weiterer Merkmale, wieder zu den Dorschartigen gestellt. Lubosch selbst verwarf wegen solcher „Anklänge an mehrere nicht verwandte Ordnungen“ die ganze Deszendenzlehre Darwins und wollte sie durch seine „Aszendenztheorie“ ersetzen. Nach dem Krieg fand man wieder Ähnlichkeiten zu den Seewölfen (die man nun jedoch von den Blenniiden abrückte), z. B. durch die einfachen Narinen usw. Heute werden die Aalmutterverwandten in die Unterordnung Cottoidei der Barschartigen gestellt.